# ألان ويلسون (قاضي)
ألان ويلسون (بالإنجليزية: Alan Wilson)‏ هو قاضي أسترالي، ولد في 5 مارس 1950.